# Karpenisi (gmina)
Karpenisi (gr. Δήμος Καρπενησίου, Dimos Karpenisiu) – gmina w Grecji, w administracji zdecentralizowanej Tesalia-Grecja Środkowa, w regionie Grecja Środkowa, w jednostce regionalnej Eurytania. W 2011 roku liczyła 13 105 mieszkańców. Powstała 1 stycznia 2011 roku w wyniku połączenia dotychczasowych gmin: Karpenisi, Furna, Prusos, Potamia, Domnista i Ktimenia. Siedzibą gminy jest Karpenisi.